# 지산중학교 (광주)
지산중학교(芝山中學校)는 대한민국 광주광역시 북구 본촌동에 있는 공립 중학교이다.

## 학교 연혁
- 2003년 5월 23일 : 학교 설립 승인 (30학급)
- 2005년 9월 26일 : 교사 준공
- 2006년 3월 1일 : 초대 강순태 교장 취임
- 2006년 3월 2일 : 제1회 신입생 306명 입학
- 2009년 2월 10일 : 제1회 졸업식 (358명)
- 2023년 3월 1일 : 제7대 이병관 교장 취임
- 2025년 1월 9일 : 제17회 졸업식 (200명) (졸업생 누계 4,397명)
- 2025년 3월 4일 : 218명 입학(남 109명, 여 109명)

## 참고 자료
- 지산중학교 - 한국교육학술정보원 학교알리미